# Grote Wijnbrug
De Grote Wijnbrug is een ophaalbrug in het het centrum van de Nederlandse stad Rotterdam. De brug verbindt de Zwartehondstraat met de Wijnbrugstraat. Ze overspant de Wijnhaven. Haar naam dankt ze gedeeltelijk aan de verdwenen Kleine Wijnbrug.
Dit is de vierde brug op deze plaats. De eerste werd tussen 1613 en 1616 gebouwd. In de 17de eeuw werd deze brug ook wel Satersbrug en Duvelsbrug genoemd. Van 1877 tot 1934 lag er een dubbele basculebrug. In 1934 werd een sobere ophaalbrug gebouwd, die sterke overeenkomsten vertoonde met de in 1939 opgeleverde en nog in gebruik zijnde Nassaubrug.
Omdat deze derde brug aan het einde was gekomen van zijn technische levensduur is de brug in 2017 geheel vervangen, ofschoon enkele zaken deels zijn hergebruikt, zoals het metselwerk en de natuurstenen blokken van de aanlandingen op de kade.

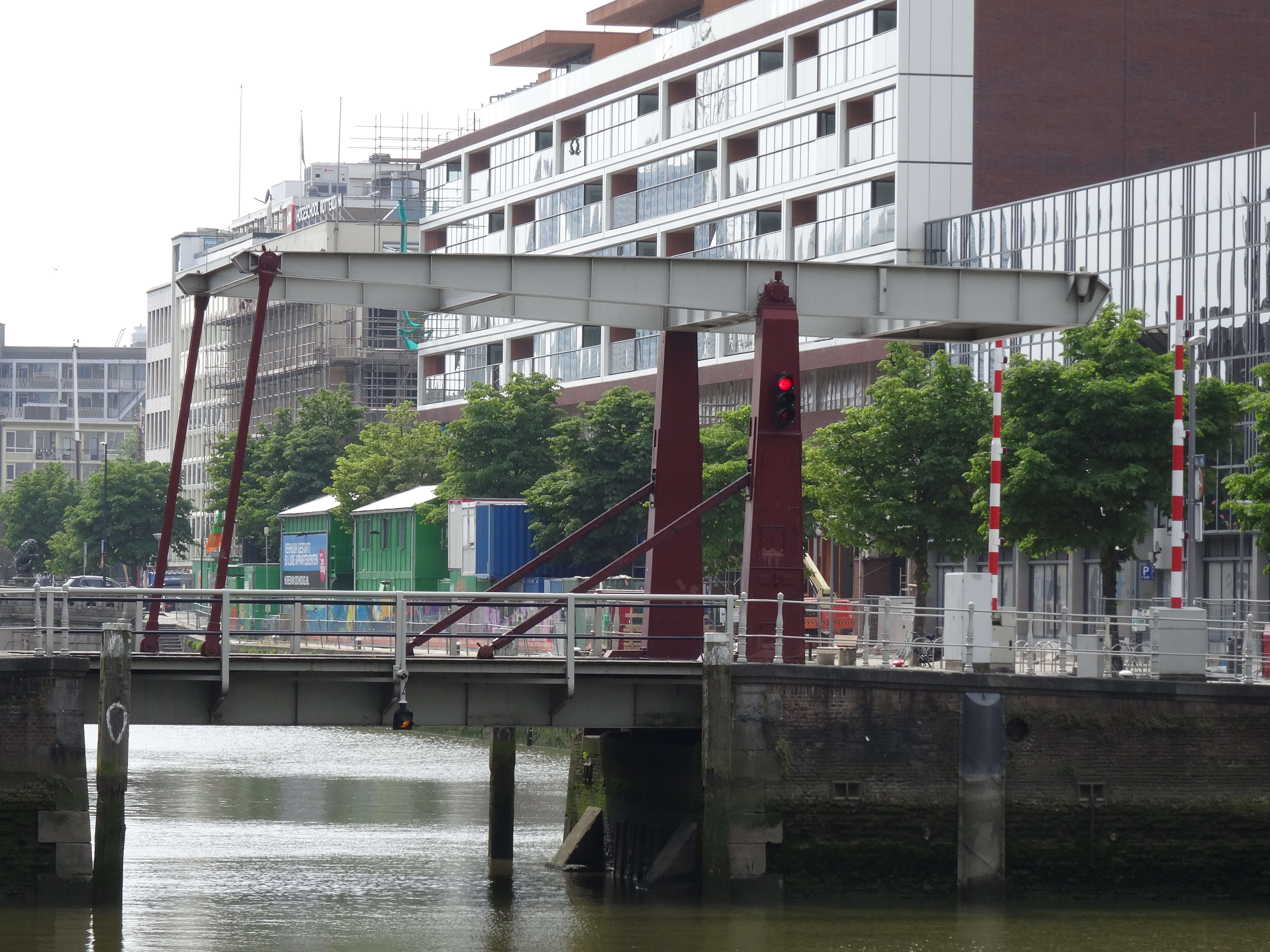
De Grote Wijnbrug voor de renovatie (2013)
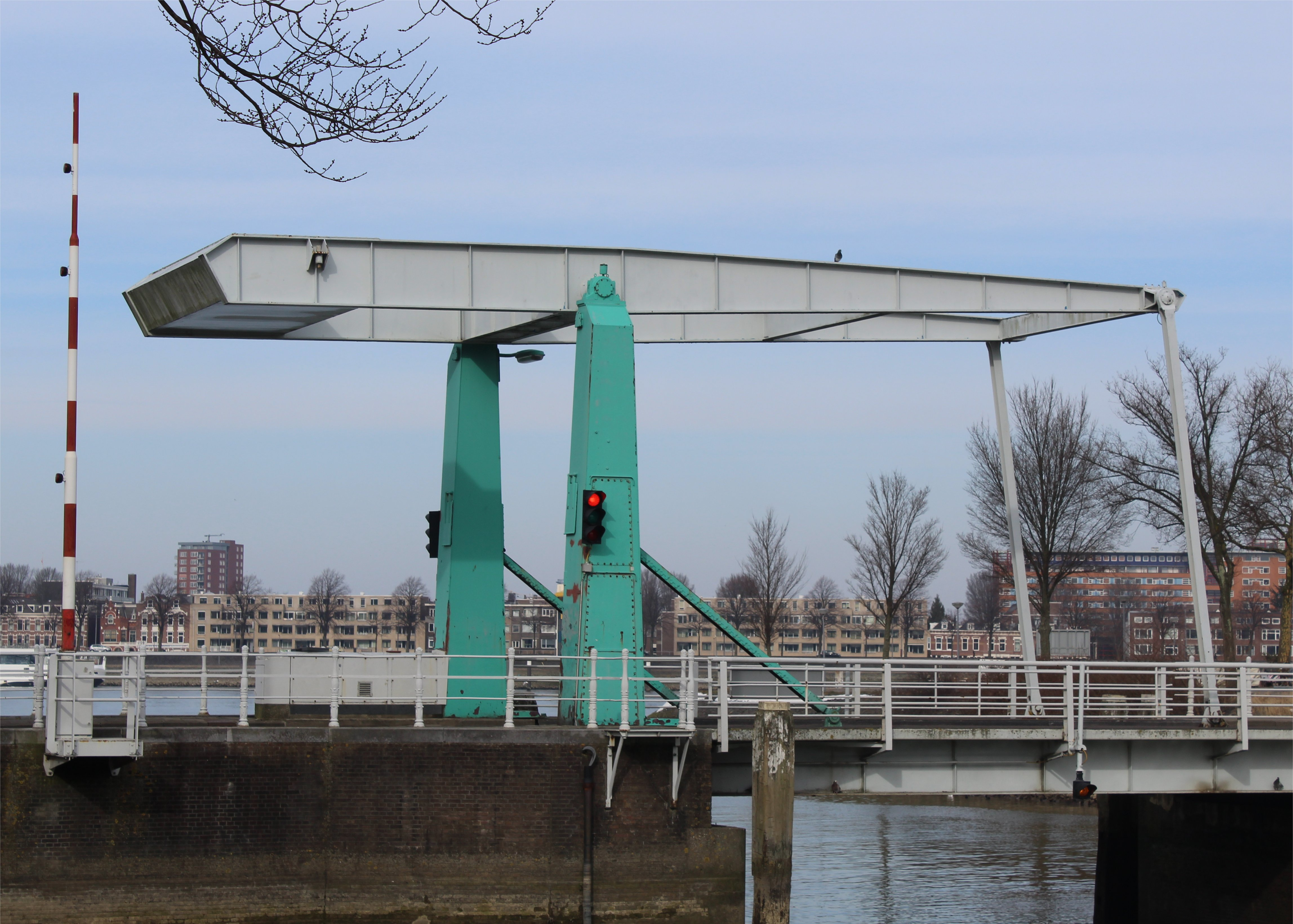
De Nassaubrug in 2018